# Salix sphenophylla
Salix sphenophylla là một loài thực vật có hoa trong họ Liễu. Loài này được A.K. Skvortsov miêu tả khoa học đầu tiên năm 1966.